# Helado de cangrejo
El helado de cangrejo es un sabor de helado a base de cangrejo, descrito como dulce. Se ofrece en algunos establecimientos de comida, particularmente en heladerías, como el restaurante The Fat Duck del chef Heston Blumenthal y el venezolano Coromoto, que ofrece la mayor variedad de sabores de helado del mundo.

## Origen
El helado de cangrejo es una creación de origen japonés; la isla de Hokkaidō es conocida por manufacturar este postre. La cadena de restaurantes nipona Kani Dōraku comercializa el dulce bajo el nombre kani aisu (literalmente, «helado de cangrejo»). Esta versión tardó dos años en desarrollarse, ante la dificultad de combinar el helado de vainilla con trozos enteros de carne de cangrejo.

## Preparación y descripción
Según la receta del helado de cangrejo de Heston Blumenthal, se elabora congelando durante media hora una mezcla de caldo elaborado principalmente a base de este crustáceo —las gambas son una alternativa—, leche en polvo desnatada, una docena de yemas de huevo, y una pequeña cantidad de azúcar. Se describe que el helado de cangrejo tiene un sabor dulce para la mayoría de las personas, aunque algunas pueden notar lo contrario, ya que se ha demostrado que las expectativas del cerebro interfieren en esta percepción. Blumenthal ha comparado el helado de cangrejo con la «sopa de cangrejo congelada».

## Usos notables
Heston Blumenthal, un reconocido chef y propietario de The Fat Duck en Berkshire (Inglaterra), como postre en el menú de su restaurante,, aunque admite que es difícil convencer a los clientes para que lo prueben. También lo preparó una vez para que lo degustaran científicos dedicados a la investigación de alimentos en junio de 2011, y para una ocasión en la Royal Institution en junio de 2001. La heladería Coromoto, un establecimiento en Mérida (Venezuela) que tiene la mayor variedad de helados vendidos en el mundo, ofrece «Crema de Cangrejo» como uno de sus postres. En su país de origen, Japón, el helado de cangrejo se comercializa en como kani aisu. Una heladería con sede en Delaware intentó una vez hacer su propio helado de cangrejo, pero el producto final se consideró un fracaso. El chef Han Li Guang, en su restaurante Labyrinth con estrella Michelín en Singapur, tiene como plato de autor una elaboración de cangrejo cocido con chili, productos de origen local y típicos en la gastronomía del país, junto con un helado que combina estos dos ingredientes.